# Taueret

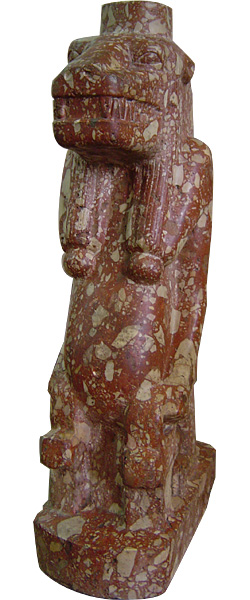
Taueret

Taueret (”den stora”) var en tidig modergudinna i egyptisk mytologi. Omnämns ibland som dotter till Ra. Kallas även Taurt, Tawaret, Ta-weret, Taweret, Thoeris, Opet, Apet, Rert, eller Reret.
Taueret förkippades med barnafödande och därmed också med pånyttfödelse. Hon åkallades framför allt vid barnafödande men sågs som beskyddare av både nyfödda och döda. Även gryningen tillhörde hennes domän. 
I konsten avbildades Taueret som en gravid kvinna med hängande bröst, flodhästsansikte, lejonben och krokodilsvans.
Hon dyrkades snarare i hemmen än i templen, och hennes bild förekom på hushållsföremål.